# Titus Steel
Titus Steel (* 31. März 1975 in Bukarest, Rumänien) ist ein rumänischer Pornodarsteller.

## Leben und Karriere
Er spielt seit 1997 in Pornofilmen mit, unter anderem für die Label Magma und MMV. Für Letzteres wirkte er unter anderem in der Uromania-Reihe mit, die Urophilie in den Mittelpunkt stellt.
Steel, dessen Größe mit 1,78 m angegeben wird, ist seit 2006 mit der Darstellerin Jasmine la Rouge verheiratet.

## Interaktive Erotik
Titus Steel wurde 2010 für das Projekt Saboom engagiert und setzte dafür bisher vier interaktive Erotikshows um. Gemeinsam mit seiner Frau Jasmine la Rouge besuchte er unter anderem die Venus-Erotikmesse 2010 und hat dort für eine interaktive Tour seinen kompletten Messeaufenthalt und die Award Verleihung mitgefilmt. Dabei entstanden mehrere Szenen aus verschiedenen Blickwinkeln.

## Filmografie (Auswahl)
Darsteller
- 1999: Supergirl: Titten aus Stahl
- 2000: German Beauty
- 2001: Eiskalte Engel
- 2002: Ein Sommertagstraum
- 2002: Faust – Im Sog des Seelen-Fängers
- 2002: Teeny Exzesse 68 – Kesse Bienen
- 2003: La jouisseuse
- 2003: Le parfum du désir
- 2010: Saboom Show – The next day, Porn Cast, Mr. & Mrs. Saboom, Interaktive Venus

Drehbuchautor
- 2002: Ein Sommertagstraum

## Auszeichnungen
- 1998: Venus Award als Best Newcomer
- 2000: Venus Award als Bester Darsteller
- 2002: Venus Award als Best Actor Germany
- 2010: Venus Award als Bester Darsteller
- 2010: Erotixxx Award als Bester Darsteller